# Elizabeth (West Virginia)
Elizabeth is een plaats (town) in de Amerikaanse staat West Virginia, en valt bestuurlijk gezien onder Wirt County.

## Demografie
Bij de volkstelling in 2000 werd het aantal inwoners vastgesteld op 994.
In 2006 is het aantal inwoners door het United States Census Bureau geschat op 976, een daling van 18 (-1.8%).

## Geografie
Volgens het United States Census Bureau beslaat de plaats een oppervlakte van
1,4 km², waarvan 1,2 km² land en 0,2 km² water. Elizabeth ligt op ongeveer 208 m boven zeeniveau.

## Plaatsen in de nabije omgeving
De onderstaande figuur toont nabijgelegen plaatsen in een straal van 28 km rond Elizabeth.